# Tom Persich
Tom Persich (* 25. September 1971 in Weißenfels) ist ein ehemaliger deutscher Fußballspieler.

## Karriere

### Anfänge beim Halleschen FC
Der in Weißenfels geborene Persich begann im benachbarten Halle beim HFC Chemie, dessen Nachwuchsabteilung er sich 1977 anschloss, mit dem Fußballspielen. Beim Oberligisten gelang ihm nach der Wende im Sommer 1990 auch der Sprung in die 1. Mannschaft. In der letzten eigenständigen Saison des ostdeutschen Erstligafußballs wurde er viermal eingesetzt. Im Zuge der Zusammenführung von ost- und westdeutschem Fußball spielte der Abwehrspieler mit dem inzwischen in Hallescher FC umbenannten Verein eine Saison in der 2. Bundesliga, in der er auch sein Profidebüt bestritt. Es blieb in dieser Saison allerdings nur bei einem Spiel. Dafür kam er in dieser Spielzeit auch im UEFA-Pokal zu einem Einsatz. Ab der Folgesaison spielte er mit den abgestiegenen Hallensern in der NOFV-Oberliga Mitte, verpasste jedoch die Chance auf den Wiederaufstieg hinter dem 1. FC Union Berlin nur knapp. Nach einer weiteren für den HFC enttäuschenden Saison, in der man sich nicht für die neugeschaffene Regionalliga Nordost qualifizieren konnte, wechselte Persich zum 1. FC Union.

### Beim 1. FC Union Berlin
Bei den „Eisernen“ etablierte er sich schnell als Stammspieler und war mit der Mannschaft (neben ihm spielten spätere Bundesliga-Profis wie Marko Rehmer, Christian Beeck oder Ervin Skela) auch immer im oberen Tabellendrittel vertreten. Da der Verein aber starke finanzielle Probleme hatte und kurz vor der Insolvenz stand, wechselten nacheinander viele Spieler zu anderen Clubs. Im November 1997 verließ auch Persich Union und folgte seinem – ebenfalls kurz zuvor gewechselten – Trainer Karsten Heine zum SV Babelsberg 03. Kurz darauf folgten noch weitere Ex-Unioner wie Nico Patschinski oder Jörg Schwanke.
Da es aber auch in Babelsberg finanzielle Schwierigkeiten gab und Union zudem durch das wirtschaftliche Engagement von Michael Kölmel wieder gerettet schien, kehrte Persich im August 1998 im Paket mit Schwanke für 50 bis 80 Tausend DM nach Köpenick zurück. Danach ging es sukzessive aufwärts. Nach dem 2000 sehr knapp verpassten Aufstieg in der Relegation, klappte es ein Jahr später endlich. Außerdem erreichte das Team überraschend das Finale im DFB-Pokal, das zwar 0:2 gegen den FC Schalke 04 verloren wurde, trotzdem einen Startplatz im UEFA-Pokal sicherte.
In der Zweiten Liga bestritt Persich drei Spielzeiten mit Union, bevor der Verein wieder abstieg. Vor allem das erste Jahr verlief mit einem sechsten Platz am Ende und mit einem langen Kampf um den Aufstieg in die Bundesliga sehr erfolgreich. Zudem erreichte Persich, der von den Fans auch „Keiler“ genannt wurde, mit Union im UEFA-Pokal die zweite Runde. Die Folgesaison verlief durchwachsen. So kam Union erneut auf einen einstelligen Tabellenplatz, wechselte aber während der Saison den Trainer aus. Dem bisherigen Spielleiter Georgi Wassilew folgte Mirko Votava, unter dem Persich zunächst einen schwierigen Stand hatte. Trotzdem blieb er den Unionern treu, auch als der Verein in den beiden darauf folgenden katastrophalen Spielzeiten zweimal hintereinander abstieg und in der Oberliga Nordost landete.
Die Unioner konnten in der Saison 2005/2006 den Wiederaufstieg in die Regionalliga feiern. Persich selbst erlebte jedoch eine durchwachsene Saison, in der er oft verletzt war und daher nur 14 Ligaspiele bestritt. Zudem wurde er auch vom neuen Trainer Christian Schreier vorm Saisonende zusammen mit dem zurückgekehrten Jörg Schwanke sowie Tobias Kurbjuweit ausgemustert und schied daraufhin nach insgesamt 321 Pflichtspielen (in denen er 16 Tore erzielte) im Streit von seinem langjährigen Verein.

### Bei Germania Schöneiche
Danach schloss er sich wie bereits einige Unioner vor ihm (beispielsweise Uwe Borchardt) dem Berliner Vorortverein SV Germania 90 Schöneiche an, wo sein Ex-Kollege Jens Härtel inzwischen als Trainer arbeitete. Mit den Schöneichern spielt er von 2006 bis 2011 in der Oberliga Nordost und gehörte in dieser Zeit zu den Stammkräften der Mannschaft. Zum Beginn der Saison 2011/2012 beendete Persich seine aktive Spielerkarriere und wechselte in die zweite Mannschaft Germanias, um dort als Trainer weiterzuarbeiten.